# Narica (Lócride)

Mapa de la zona de Grecia central donde se ubican algunas de las principales ciudades de la antigua Lócride. Narica se ubicaba en la parte oriental.

Narica o Naricio (en griego, Νάρυξ, Νάρυκος y Ναρύκιον) es el nombre de una antigua ciudad griega de Lócride situada cerca del golfo euboico. Geográficamente se situaba en la Lócride Epicnemidia, puesto que estaba al norte del monte Cnemis, pero políticamente, al menos en determinados momentos de su historia, era parte de la Lócride Opuntia.
Narica era considerada como el lugar de nacimiento de Áyax el menor. Licofrón la cita como uno de los lugares de Lócride que tendrán que expiar el ultraje de Áyax a Casandra enviando durante un periodo de mil años a Troya doncellas que deberán ser allí sacerdotisas de Atenea.
En el año 352 a. C. fue destruida por los focidios.
En el museo del Louvre de París se conserva una inscripción en una placa de bronce del fragmento de una carta del emperador Adriano a la ciudad de Narica que puede fecharse en los años 137 o 138 donde se alude  a la pertenencia de la ciudad a la confederación Beocia, así como a la Anfictionía de Delfos y a sus leyes comunes con las de los locros opuntios.
Narica se ha localizado en el llamado Paleocastro de Rengini desde la década de 1920, puesto que fue hallada la basa de una estatua con una dedicatoria de la ciudad de Narica al emperador Adriano.